# Bajo la doble águila
Bajo la doble águila (en alemán: Unter dem Doppeladler), Op. 159, es una marcha compuesta por Josef Franz Wagner en 1893. El título es una referencia al águila doble en el escudo de armas del imperio austrohúngaro.
Fue estrenada en Estados Unidos en 1902 por Eclipse Publishing Co., una sucursal de Joseph Morris Music en Filadelfia, Pensilvania. Esta pieza está compuesta en mi bemol mayor, aunque el Trio es en la bemol mayor y está escrita en forma ternaria.
En 1935, Bill Boyd and His Cowboy Ramblers, con un arreglo de Mort Glickman en Bluebird Records, ocupó el segundo lugar después de The Carter Family en los principales éxitos musicales Hillbilly (country) del año. Se convirtió en un estándar de western swing y ha sido grabada por muchos artistas de country y bluegrass desde entonces.